# Balch Glacier
Balch Glacier är en glaciär i Antarktis. Den ligger i Västantarktis. Argentina, Chile och Storbritannien gör anspråk på området. Balch Glacier ligger 267 meter över havet.
Terrängen runt Balch Glacier är varierad. Balch Glacier ligger nere i en dal. Trakten är obefolkad. Det finns inga samhällen i närheten.